# Kliutxí (Kamtxatka)
|  | Per a altres significats, vegeu «Kliutxí». |

Kliutxí (en rus: Ключи) és un possiólok de la península de Kamtxatka, al krai de Kamtxatka, Rússia, situat al costat del riu Kamtxatka i a 30 km al nord del volcà Kliutxevskoi. Va ser fundat el 1731 i al cens del 2010 tenia 5.726 habitants.

## Clima
Kliutxí té un clima subàrtic típic (Dfc segons la Classificació climàtica de Köppen), tot i que amb lleugers patrons de precipitació a principis d'estiu sec. Els estius hi són generalment suaus i plujosos amb nits fresques, mentre que els hiverns acostumen a ser llargs, freds i molt nevats. Com que la població es troba a l'interior de les terres, la influència marítima és menor que a Petropavlovsk-Kamtxatski o a la localitat costanera que té més a prop, Ust-Kamtxatsk.
| Dades climàtiques a Kliutxí        | Dades climàtiques a Kliutxí | Dades climàtiques a Kliutxí | Dades climàtiques a Kliutxí | Dades climàtiques a Kliutxí | Dades climàtiques a Kliutxí | Dades climàtiques a Kliutxí | Dades climàtiques a Kliutxí | Dades climàtiques a Kliutxí | Dades climàtiques a Kliutxí | Dades climàtiques a Kliutxí | Dades climàtiques a Kliutxí | Dades climàtiques a Kliutxí | Dades climàtiques a Kliutxí |
| Mes                                | gen                         | febr                        | març                        | abr                         | maig                        | juny                        | jul                         | ag                          | set                         | oct                         | nov                         | des                         | anual                       |
| ---------------------------------- | --------------------------- | --------------------------- | --------------------------- | --------------------------- | --------------------------- | --------------------------- | --------------------------- | --------------------------- | --------------------------- | --------------------------- | --------------------------- | --------------------------- | --------------------------- |
| Màxima rècord °C (°F)              | 5.8 (42.4)                  | 3.7 (38.7)                  | 7.4 (45.3)                  | 17.4 (63.3)                 | 28.4 (83.1)                 | 30.0 (86)                   | 31.1 (88)                   | 29.6 (85.3)                 | 23.9 (75)                   | 17.7 (63.9)                 | 11.6 (52.9)                 | 5.3 (41.5)                  | 31.1 (88)                   |
| Màxima mitjana °C (°F)             | −12.9 (8.8)                 | −9.3 (15.3)                 | −3.6 (25.5)                 | 2.3 (36.1)                  | 9.8 (49.6)                  | 17.7 (63.9)                 | 20.7 (69.3)                 | 18.8 (65.8)                 | 13.7 (56.7)                 | 6.3 (43.3)                  | −2.9 (26.8)                 | −10.4 (13.3)                | 4.2 (39.6)                  |
| Mitjana diària °C (°F)             | −16.6 (2.1)                 | −13.5 (7.7)                 | −8.3 (17.1)                 | −1.7 (28.9)                 | 5.2 (41.4)                  | 12.2 (54)                   | 15.6 (60.1)                 | 14.1 (57.4)                 | 9.1 (48.4)                  | 2.8 (37)                    | −6.0 (21.2)                 | −13.9 (7)                   | −0.1 (31.8)                 |
| Mínima mitjana °C (°F)             | −20.4 (−4.7)                | −17.6 (0.3)                 | −12.8 (9)                   | −5.7 (21.7)                 | 1.0 (33.8)                  | 7.1 (44.8)                  | 11.1 (52)                   | 10.2 (50.4)                 | 5.1 (41.2)                  | −0.3 (31.5)                 | −9.1 (15.6)                 | −17.5 (0.5)                 | −4.1 (24.6)                 |
| Mínima rècord °C (°F)              | −48.6 (−55.5)               | −42.0 (−43.6)               | −36.7 (−34.1)               | −26.5 (−15.7)               | −10.3 (13.5)                | −3.7 (25.3)                 | 2.3 (36.1)                  | −1.3 (29.7)                 | −7.2 (19)                   | −19.3 (−2.7)                | −33.8 (−28.8)               | −42.2 (−44)                 | −48.6 (−55.5)               |
| Precipitació mitjana mm (polzades) | 68 (2.68)                   | 59 (2.32)                   | 48 (1.89)                   | 32 (1.26)                   | 30 (1.18)                   | 38 (1.5)                    | 49 (1.93)                   | 67 (2.64)                   | 50 (1.97)                   | 66 (2.6)                    | 65 (2.56)                   | 60 (2.36)                   | 632 (24.88)                 |
| Mitjana de dies de pluja           | 0                           | 0                           | 0                           | 0.3                         | 8                           | 16                          | 17                          | 19                          | 17                          | 12                          | 1                           | 0.2                         | 110                         |
| Mitjana de dies de neu             | 20                          | 18                          | 18                          | 10                          | 2                           | 0.                          | 0                           | 0                           | 0                           | 3                           | 14                          | 19                          | 104                         |
| Humitat relativa mitjana (%)       | 83                          | 80                          | 75                          | 70                          | 68                          | 70                          | 77                          | 81                          | 79                          | 76                          | 79                          | 84                          | 77                          |
| Font: Pogoda.ru.net                |                             |                             |                             |                             |                             |                             |                             |                             |                             |                             |                             |                             |                             |